# Survival (Grand Funk Railroad)
| Recensione                        | Giudizio        |
| --------------------------------- | --------------- |
| AllMusic                          | [ 3 ]           |
| Robert Christgau                  | C               |
| The New Rolling Stone Album Guide | [ 5 ]           |
| Sputnikmusic                      | 3.9 (Excellent) |
| Debaser                           | [ 7 ]           |
| Dizionario del Pop-Rock           | [ 8 ]           |
| 24.000 dischi                     | [ 9 ]           |

Survival è il quinto album discografico del gruppo musicale rock statunitense dei Grand Funk Railroad, pubblicato dalla casa discografica Capitol Records nell'aprile del 1971.

## Tracce

### LP
Lato A
Testi e musiche di Mark Farner, eccetto dove indicato.
1. Country Road – 4:20 – Registrato 3 marzo 1971
2. All You've Got Is Money – 5:12 – Registrato 2 marzo 1971
3. Comfort Me – 6:44 – Registrato 1º marzo 1971
4. Feelin' Alright – 4:25 (Dave Mason) – Registrato 3 marzo 1971

Lato B
Testi e musiche di Mark Farner, eccetto dove indicato.
1. I Want Freedom – 4:32 – Registrato 3 marzo 1971
2. I Can Feel Him in the Morning – 7:13 (Don Brewer, Mark Farner) – Registrato 2 (o) 3 marzo 1971
3. Gimme Shelter – 6:19 (Mick Jagger, Keith Richards) – Registrato 2 marzo 1971

### CD
Edizione CD del 2002, pubblicato dalla Capitol Records (72435-41725-2-6)
Testi e musiche di Mark Farner, eccetto dove indicato.
1. Country Road – 4:23
2. All You've Got Is Money – 5:16
3. Comfort Me – 6:48
4. Feelin' Alright – 4:28 (Dave Mason)
5. I Want Freedom – 6:19
6. I Can Feel Him in the Morning – 7:16 (Don Brewer, Mark Farner)
7. Gimme Shelter – 6:29 (Mick Jagger, Keith Richards)
8. I Can't Get Along with Society (2002 Remix) – 5:41 – Bonus Track - Registrato il 2 gennaio 1971
9. Jam (Footstompin' Music) – 4:41 – Bonus Track - Registrato il 3 marzo 1971
10. Country Road (Unedited Original Version) – 7:38 – Bonus Track - 2002 Remix
11. All You've Got Is Money (Unedited Original Version) – 8:19 – Bonus Track - 2002 Remix
12. Feelin' Alright (Unedited Original Version) – 5:57 (Dave Mason) – Bonus Track - 2002 Remix

## Formazione
- Mark Farner - chitarra, tastiere, armonica, voce
- Mel Schacher - basso
- Don Brewer - batteria

Note aggiuntive
- Terry Knight - produttore
- Registrazioni effettuate al Cleveland Recording Company Studios di Cleveland, Ohio (Stati Uniti)
- Kenneth Hamann - ingegnere delle registrazioni
- Terry Knight - concept copertina album originale, note retrocopertina album[10][11]

## Classifica
Album
| Anno | Classifica    | Posizione raggiunta |
| ---- | ------------- | ------------------- |
| 1971 | Billboard 200 | 6                   |

Singoli
| Anno | Titolo del brano | Classifica        | Posizione raggiunta |
| ---- | ---------------- | ----------------- | ------------------- |
| 1971 | Feelin' Alright  | Billboard Hot 100 | 54                  |
| 1971 | Gimme Shelter    | Billboard Hot 100 | 61                  |